# Золотов Семен Митрофанович
Семен Митрофанович Золотов (нар. 1 вересня 1916, село Кріуша, тепер Вознесенського району Нижньогородської області, Російська Федерація — ?) — радянський військовий політпрацівник, член Військової ради—начальник Політичного управління Центральної групи військ, генерал-лейтенант. Депутат Верховної Ради УРСР 8-го скликання.

## Біографія
Закінчив школу, а потім фабрично-заводське училище у місті Виксі Горьковської області РРФСР. У 1938 році закінчив Горьковський учительський інститут. У 1938—1939 роках працював учителем, а потім директором середньої школи у Виксунському районі Горьковської області.
З жовтня 1939 року — в Червоній армії. Учасник радянсько-фінської війни з 1939 по 1940 рік.
Член ВКП(б) з 1940 року. У 1941 році закінчив Калінінський вищий військово-педагогічний інститут.
Учасник німецько-радянської війни з жовтня 1941 року. Служив помічником начальника політичного відділу стрілецької дивізії, старшим інструктором із комсомольської роботи політичного відділу 39-ї армії Калінінського фронту, старшим інструктором із комсомольської роботи політичного управління 3-го Білоруського фронту.
З 1945 року працював інструктором відділу із роботи серед комсомольців Головного політичного управління Робітничо-Селянської Червоної армії. Після війни перебував на керівній військово-політичній роботі.
На 1956 рік — начальник політичного відділу 31-ї гвардійської повітрянодесантної дивізії, яка брала участь у придушенні Угорського повстання 1956 року.
У 1968—1973 роках — член Військової ради — начальник Політичного управління Центральної групи радянських військ (Чехословаччина). Учасник операції «Дунай» (окупації Чехословаччини радянськими військами у 1968 році).
Служив заступник командувача бронетанкових військ Радянської армії із політичної частини.
Потім — у відставці в місті Москві. Автор автобіографічної книги «От рядового до генерала».

## Звання
- капітан
- майор
- полковник
- генерал-майор
- генерал-лейтенант

## Нагороди
- три ордени Червоного Прапора (7.03.1957, 21.02.1969,)
- три ордени Червоної Зірки (14.04.1943, 14.04.1945,)
- два ордени Вітчизняної війни 1-го ст. (4.10.1943, 6.11.1985)
- орден «Знак Пошани»
- медаль «За перемогу над Німеччиною у Великій Вітчизняній війні 1941—1945 рр.»
- медалі